# 관덕정 (의성군)
관덕정은 대한민국 경상북도 의성군 신평면 청운리 146-1에 있다. 2013년 5월 28일 의성군의 문화유산 제8호로 지정되었다.

## 개요
일명 ‘사정’(射亭)이라고도 하고 '새청'이라고도 부르는 건물로 임진왜란때 창건되었다 하나 자세한 연혁은 알 수 없다. 다만 도광 정미년(道光 丁未年, 1847)의 '운방관덕정실기'(雲坊觀德亭實記)에 따르면 마을 활 터의 정자로 건립된 것이 영조 31년(1755) 홍수로 무너졌고, 정조 8년(1748)에 중건했다. 헌종 5년(1839)에 또 다시 홍수로 무너진 것을 새로이 세웠고, 1924년에 중건해 오늘에 이르고 있다.